# 小行星4964
小行星4964（英語：4964 Kourovka）是一颗围绕太阳公转的小行星。1979年7月21日，尼古拉·切爾尼赫在克里米亚发现了此天体。
这颗小行星的绝对星等为204.6573441519835等。